# Martin Luluga
Martin Luluga (* 1. März 1933 in Lodonga; † 30. Juli 2022 in Nebbi) war ein ugandischer Geistlicher und römisch-katholischer Bischof von Nebbi.

## Leben
Martin Luluga empfing nach seiner theologischen Ausbildung am 1. Juni 1963 die Priesterweihe für das Bistum Arua.
Papst Johannes Paul II. ernannte ihn am zum 17. Oktober 1986 zum Titularbischof von Aquae in Dacia und zum Weihbischof in Gulu. Der Bischof von Gulu, Cipriano Biyehima Kihangire, spendete ihm am 11. Januar des nächsten Jahres die Bischofsweihe; Mitkonsekratoren waren Cesare Asili, Bischof von Lira, und Frederick Drandua, Bischof von Arua. 
Nach dem Rücktritt Cipriano Biyehima Kihangires im Januar 1988 verwaltete er das Bistum Gulu als Apostolischer Administrator. Am 8. Februar 1990 ernannte ihn Papst Johannes Paul II. zum Bischof von Gulu und am 2. Januar 1999 zum Bischof von Nebbi. Er war maßgeblich an der Fertigstellung der  Kathedrale des Unbefleckten Herzens Mariens in Nebbi beteiligt, deren Fertigstellung Jahrzehnte gedauert hat.
Am 8. Februar 2011 nahm Papst Benedikt XVI. sein aus Altersgründen vorgebrachtes Rücktrittsgesuch an. Luluga starb am 30. Juli 2022 im Alter von 89 Jahren in Nebbi.